# Guetiadegodi
Guetiadegodi (Watadéo, Guetiadebo, Gueteadeguo, Guatiadeo, Gueteadebó, Uatadeo, Ouaitiadeho) /prema Métraux (1946), označava planinski narod.= Os Habitantes das Montanhas; gente del monte". /.- Jedno od plemena Guaycuruan Indijanaca iz grupe zapadnih Mbaya, srodni plemenu Cadiguegodí ili Caduveo. Živjeli su istočno od isusovačke misije Sagrado Corazón de Chiquitos u brazilskoj državi Mato Grosso do Sul, a bilo ih je i u Paragvaju. 